# Brigg
För Brigg i Lincolnshire, se Brigg, England.

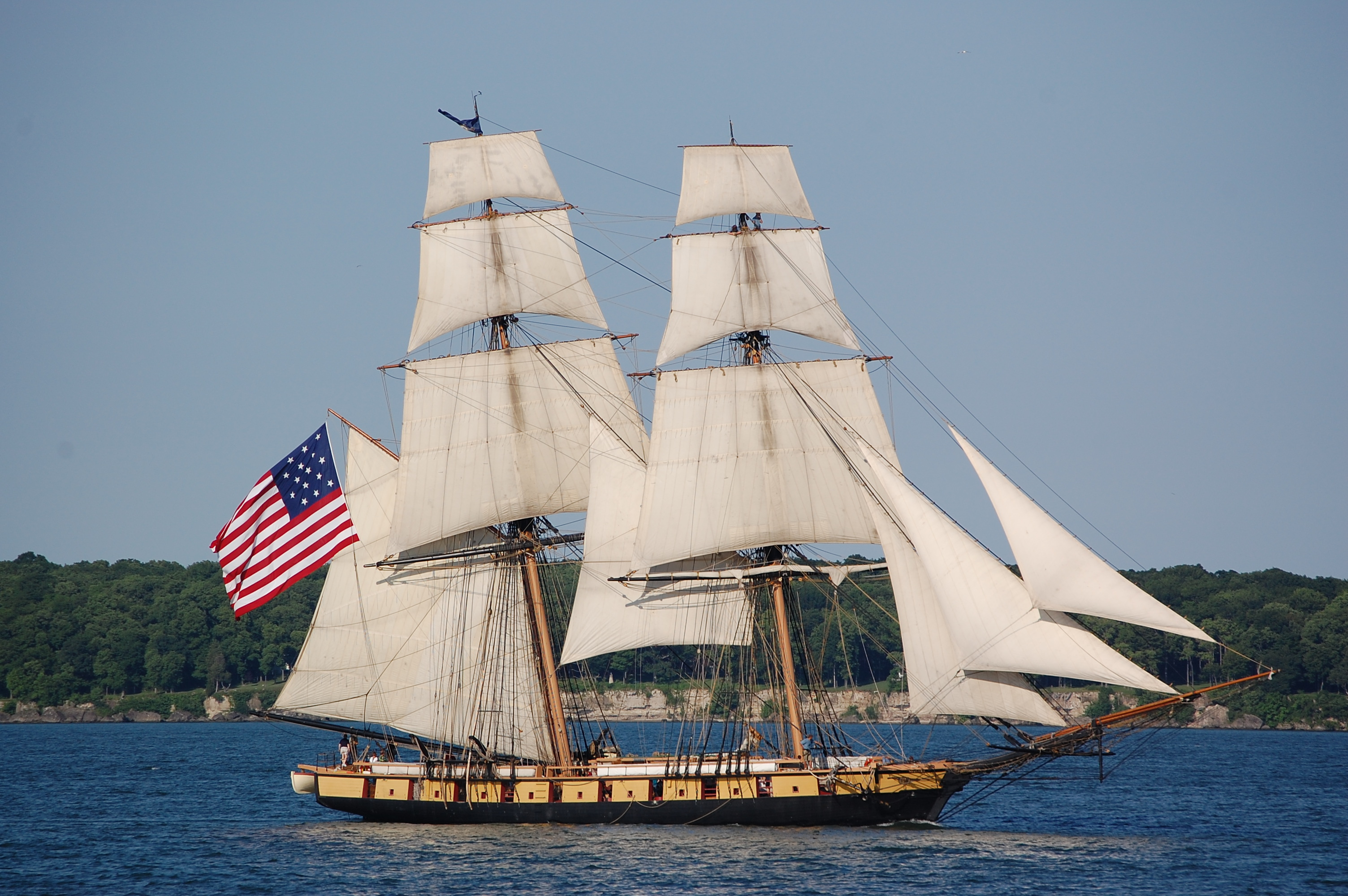
Briggen USS Niagara, som tjänstgjorde för USA i 1812 års krig.

En brigg (engelska brig) är ett tvåmastat segelfartyg, vanligen med en dödvikt på högst 300 ton. Briggen har full uppsättning råsegel på båda masterna och även ett stort gaffelsegel (ibland kallat briggsegel) på nedre delen av stormasten, som är den aktre av masterna. Andra liknande fartygstyper var hermafroditbrigg, skonertbrigg och brigantin.
På vissa briggar satt gaffelseglet på en egen smäcker mast som satt tätt akter om stormasten. Denna fartygstyp kallades snaubrigg. Tidiga snaubriggar saknade märsar. 1890 hade snaumasten i allmänhet ersatts av en skena på stormasten.
En brigg är ett lättseglat fartyg som kan manövreras på små ytor och bland annat vända runt med en så kallad briggvändning. Briggar användes ofta som lastfartyg och benämndes ofta efter den typ av last de var byggda för: kaffebrigg, vetebrigg, malmbrigg etcetera.
In på 1870-talet användes briggar även som örlogsfartyg, med upp till 20 lätta kanoner.
Briggen Tre Kronor af Stockholm sjösattes 2005. Det är en nybyggd kopia av Svenska Marinens brigg Gladan från mitten av 1800-talet. Under andra hälften av 1800-talet fanns det över 400 registrerade briggar bara i Stockholmsområdet.
Ett annat exempel på briggar byggda på senare tid är Briggen Gerda Gefle som sjösattes sommaren 2006 på Gerdavarvet i Gävle med briggen Gerda byggd på O. A. Brolins skeppsvarv 1868 som förebild.

## Kända briggar
- Briggen Carl Gustaf, sjösatt 1875[4]
- Tre Kronor af Stockholm, sjösatt 2005
- Briggen Gerda Gefle, sjösatt 2006